# Jerzy Younga de Lenie

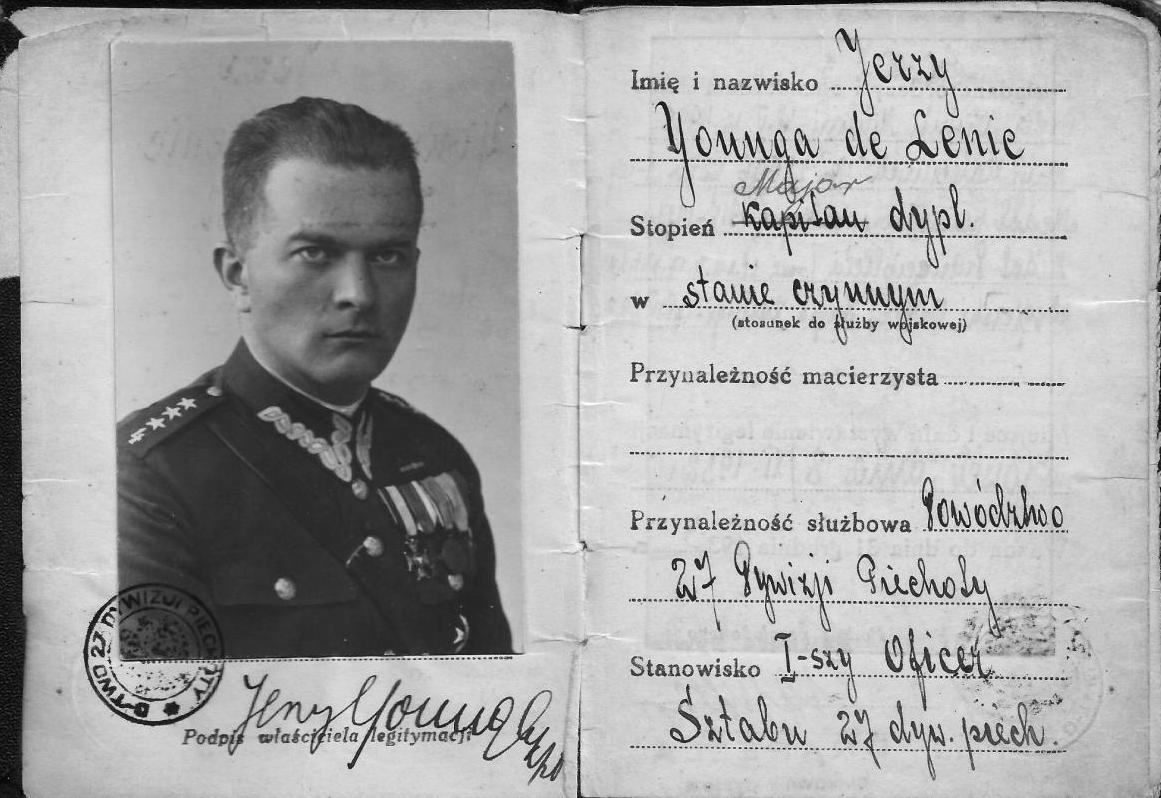
Książeczka wojskowa Jerzego Younga de Lenie, 1934

Jerzy Janusz Younga de Lenie (ur. 19 lutego 1899 w Wiedniu, zm. 3 lutego 1958 w Warszawie) – podpułkownik dyplomowany artylerii Wojska Polskiego, kawaler Orderu Virtuti Militari.

## Życiorys
Urodził się w rodzinie Jerzego Younga de Lenie (1867–1941) i Janiny z Lutostańskich (zm. 1947). Był bratem Marii, pierwszej polskiej instruktorki szybownictwa. Polski patriota i żołnierz Legionów Polskich. Uczestnik wojny polsko-czechosłowackiej 1919 o Śląsk Cieszyński i wojny polsko-bolszewickiej 1920. Służył w 11 pułku artylerii ciężkiej.
Pełnił służbę w 4 dywizjonie artylerii konnej w Suwałkach. W lipcu 1924 roku został przeniesiony do 11 dywizjonu artylerii konnej w Bydgoszczy. W listopadzie tego roku powrócił do 4 dak. 19 marca 1928 roku awansował na kapitana ze starszeństwem z dniem 1 stycznia 1928 roku i 10. lokatą w korpusie oficerów artylerii. W listopadzie 1928 roku został przeniesiony macierzyście do kadry oficerów artylerii z równoczesnym przeniesieniem do składu osobowego inspektora armii, generała dywizji Juliusza Rómmla na stanowisko oficera ordynansowego. W styczniu 1929 roku został przeniesiony do składu osobowego I wiceministra spraw wojskowych. 5 stycznia 1931 roku został powołany do Wyższej Szkoły Wojennej w Warszawie, w charakterze słuchacza Kursu Normalnego. Z dniem 1 listopada 1932 roku, po ukończeniu kursu i otrzymaniu dyplomu naukowego oficera dyplomowanego, został przeniesiony do dowództwa 27 Dywizji Piechoty w Kowlu na stanowisko I oficera sztabu. 22 października 1935 roku został przeniesiony do Dowództwa Okręgu Korpusu Nr VII w Poznaniu. W 1936 roku awansowany na majora. W tym okresie był również wykładowcą w Wyższej Szkole Wojennej.
Latem 1939 roku po utworzeniu Grupy Operacyjnej „Koło” Jerzy Younga został przydzielony do jej sztabu, a po jej rozwiązaniu do zgrupowania  Grupy Operacyjnej gen. Knoll-Kownackiego. Jako oficer sztabu, w czasie kampanii wrześniowej opracowywał plan bitwy nad Bzurą. Po przedarciu GO do Warszawy wziął udział w obronie miasta. Rozkazem z dnia 29 września 1939 roku awansowany na podpułkownika przez dowódcę Armii „Warszawa”, generała dywizji Rómmla.
W niewoli niemieckiej do końca II wojny światowej w Oflagu VII A Murnau. Po wyzwoleniu, wcielony do 2 Korpusu Polskiego we Włoszech.
W 1947 roku powrócił do kraju z żoną, Ireną z Belina-Prażmowskich (1903–1974). Jako przedwojenny oficer zawodowy miał ciągłe trudności w znalezieniu pracy.
Zmarł w 1958 roku w Warszawie. Pochowany na cmentarzu Powązkowskim (kwatera 110-4-9). Wraz z jego śmiercią wygasła męska linia rodu Younga de Lenie.

## Ordery i odznaczenia
- Krzyż Srebrny Orderu Wojskowego Virtuti Militari nr 4995 (1921)[4]
- Złoty Krzyż Zasługi (10 listopada 1938)[16]
- Krzyż Walecznych nr 22696[1]
- Medal Pamiątkowy za Wojnę 1918–1921[1]
- Medal Dziesięciolecia Odzyskanej Niepodległości[1]
- Krzyż za Obronę Śląska Cieszyńskiego II klasy (2 października 1919)[17]
- Medal Pamiątkowy za Obronę Śląska Cieszyńskiego
- Odznaka Pamiątkowa Artylerii Konnej[18]
- Odznaka Pamiątkowa Generalnego Inspektora Sił Zbrojnych (12 maja 1936)
- Odznaka za Rany i Kontuzje[18]
- Krzyż Węgierski Zasługi” IV klasy (Węgry, 29 października 1930)[19]